# Nacera Belaza
Nacera Belaza, née en 1969 à Médéa en Algérie, est une chorégraphe et interprète franco-algérienne de danse contemporaine.

## Biographie
Nacera Belaza est née près de Médéa en Algérie et vit en France depuis l’âge de cinq ans. Après des études de Lettres Modernes, elle crée en 1989 sa propre compagnie. 
C’est en autodidacte qu’elle est entrée en danse, poussée par la nécessité vitale de s’exprimer, de dire et dénouer la complexité d’une double appartenance culturelle. C’est, pendant l’enfance puis l’adolescence, en cachette, que surgit spontanément son langage, puisant la matière tout d’abord en elle-même puis dans ce que lui apportera la littérature. Depuis, son travail explore le mouvement en un souffle serein, profond et continu, confrontant la patience, la rigueur, le dépouillement au «vacarme assourdissant de nos existences », rendant au geste son utilité existentielle.
Son travail, reconnu et salué par le ministère de la culture, lui a valu en 2015 d’être nommée Chevalier de l’Ordre des Arts et des Lettres, puis Officier en 2023. En 2008, Le Cri a reçu le Prix de la révélation du Syndicat de la Critique. En 2017, la SACD a également salué son parcours en lui remettant le Prix Chorégraphe. 
L’ensemble de ses pièces sont régulièrement présentées en Europe, en Afrique, en Asie et en Amérique du Nord. Elle a créé en Algérie une coopérative qui lui permet de mener un travail régulier avec le pays de ses origines.

## Décorations
- Chevalier de l'ordre des Arts et des Lettres (janvier 2015). Nommée par le ministère de la Culture
- Officier de l'ordre des Arts et des Lettres (novembre 2023). Nommée par le Ministère de la Culture[2]

## Distinctions
- « Prix de la révélation chorégraphique » pour la pièce Le Cri, décerné par le Syndicat de la Critique, 2008.
- « Prix Chorégraphie » décerné par la Société des auteurs et compositeurs dramatiques, 2017.
- « Prix 100 Femmes de Culture » décerné par l'association Femmes de Culture, 2021.

## Chorégraphies
- L'Echo, MC93-Bobigny, Festival d'Automne à Paris (2025)
- La Nuée, Festival d'Automne à Paris (2024)
- Sur le fil.2  (recréation) Festival d’Automne à Paris (2023)
- Les Sentinelles.2 (recréation) Rencontres chorégraphiques internationales de Seine-Saint-Denis (2023)
- L'Envol, Festival Montpellier Danse (2022)
- L'Onde, Festival de Marseille / Kunstenfestivaldesarts (2020)
- Le Cercle, Festival de Marseille (2018)
- Solo(s), Monuments en mouvement - Centre des monuments nationaux (2017)
- Sur le fil, Montpellier Danse (2016)
- La Procession, MuCEM, Musée des Civilisations de l'Europe et de la Méditerranée (2015)
- La Traversée, Biennale de la danse de Lyon (2014)
- Les Oiseaux, Montpellier Danse (2014)
- Le Trait, Festival d’Avignon (2012)
- Le Temps scellé, Biennale de la danse de Lyon (2010)
- Les Sentinelles, Rencontres chorégraphiques internationales de Seine-Saint-Denis (2010)
- Le Cri, Rencontres chorégraphiques internationales de Seine-Saint-Denis (2008) —  Prix de la révélation chorégraphique de l'année du Syndicat de la critique 2008
- Un an après… titre provisoire, Montpellier Danse (2006)
- Le Pur Hasard, Centre national de la danse (2005)
- Paris-Alger, créée dans le cadre de l’année de l’Algérie en France (2003)
- Le Sommeil rouge, Centre national de la danse (1999-2000)
- Le Feu, Centre national de la danse (2001)
- Point de fuite, Centre national de la danse (1997)
- Périr pour de bon, Comédie de Reims (1995)

## Commandes chorégraphiques
- La Valse, Création d’un solo pour le Ballet de l’Opéra flamand d’Anvers et Ghent (2026)
- Untitled.1, Création pour le Ballet de l’Opéra de Lyon (2025)
- Le Temps Scellé.2, Reprise du duo Le Temps Scellé avec les étudiant.e.s issu.e.s du 2e cycle du Conservatoire national Musique et Danse de Paris (2024)
- LA VEILLÉE, Création pour le Conservatoire Artesis Plantijn / Université d’Anvers (2019)
- ZIEL ROUH, Création pour ICK Amsterdam avec les danseurs du Ballet d’Amsterdam et l’Amsterdams Andalusisch Orkest (2018)
- 7EVEN, Création pour le Ballet National de Marseille ayant comme point de départ "Les 7 nécessités” manifeste écrit par Emio Greco et Pieter C.Scholten (2017)
- Transmission de la pièce Les Sentinelles, Création de Nacera Belaza, interprétée par neuf danseurs de la “Formation professionnelle du danseur interprète”, Coline, à Istres  (2014)
- UW, Vibration dans les airs de Serge Adam chorégraphie et mise en scène, Théâtre de l’Agora, Festival d’Avignon (2008)
- Non dit Commande d'un solo  pour Brigitte Asselineau (2006)
- Sans titre , Création pour le Conservatoire Supérieur des Abbesses de Paris pour la promotion des élèves (2002)
- Tissus, Création pour le théâtre Le Salmanazar- SN d’Epernay, pour un trio de musiciens « Les Amants de Juliette » et trois danseuses (2001)
- Récif Création pour l’I.F.P. Rick Odums de Paris pour danseurs jazz et hip-hop (1996)

## Filmographie
- 2024 - La Nuée, Un film de Vincent Moon
- 2023 - L'Envol, Un film de Vincent Moon autour de la pièce de Nacera Belaza, L’Envol
- 2022 - L’Onde à la Basilique Cathédrale Saint-Denis, Un film de Julien Oskardelle
- 2021 - L'ADN : Dance Living Lab #2 – Création de Nacera Belaza, Un film de Vincent Moon, inspiré de la rencontre entre Nacera Belaza et le philosophe Etienne Klein
- 2019 - Nacera Belaza à la MC93 de Margaux Vendassi, Court film autour du temps fort de la compagnie à la MC93 de Bobigny en avril 2019. Documentaire produit par la MC93 et la SACD.
- 2019 - La Procession à Bobigny de Margaux Vendassi.
- 2016 - La Procession au Panthéon de Lionel Escama Dans le cadre du festival Monuments en mouvement, Nacera Belaza s’installe au Panthéon à Paris pour présenter une Procession et Solo(s) - Avec le soutien du Ministère de la culture / Direction générale de la création artistique.
- 2016 - Le Cri au Cloître de la Psalette de Béatrice Verhnes Dans le cadre du festival Monuments en mouvement, Nacera Belaza s’installe au Cloître de la Psalette à Tours pour présenter la pièce “Le Cri”
- 2014 - Temps Dansé 2014, Documentaire autour du Temps fort de danse contemporaine en Algérie : Le Temps Dansé.
- Traduit de l'arabe de Arnout Mampaey, 2012, documentaire autour de la création Le Trait, Festival d'Avignon 2012 dans le cadre du projet européen Moussem.eu.
- L'Équilibre en soi de Béatrice Verhnes, 2006, portrait autour de la création Un an après…titre provisoire. Documentaire produit par Patricia Houtart et François Duplat ; une coproduction Mezzo et Bel Air Media Productions.
- Moins de bruit de Hélène Bouquin, 2003, documentaire autour de la création Paris-Alger, diffusé au Centre Georges-Pompidou à Paris et dans divers festivals internationaux.